# Carlos Zeferino Pinto Coelho
Carlos Zeferino de Carvalho Pinto Coelho de Castro (Beja, Matriz, 26 de Agosto de 1819 – Lisboa, 24 de Fevereiro de 1893) foi um afamado político, tribuno e jurisconsulto português. Foi um advogado famoso na Lisboa do século XIX.

## Biografia
Aos 19 anos, depois de estudar no Convento do Carmo, matriculou-se no curso de Direito, na Universidade de Coimbra, onde se formou com o grau de bacharel em 1843. Ascendeu a todos os cargos da magistratura, desde juiz de fora e corregedor em Beja até desembargador do Tribunal da Relação de Lisboa, e exerceu depois advocacia em Lisboa, onde participou em diversas causas célebres.

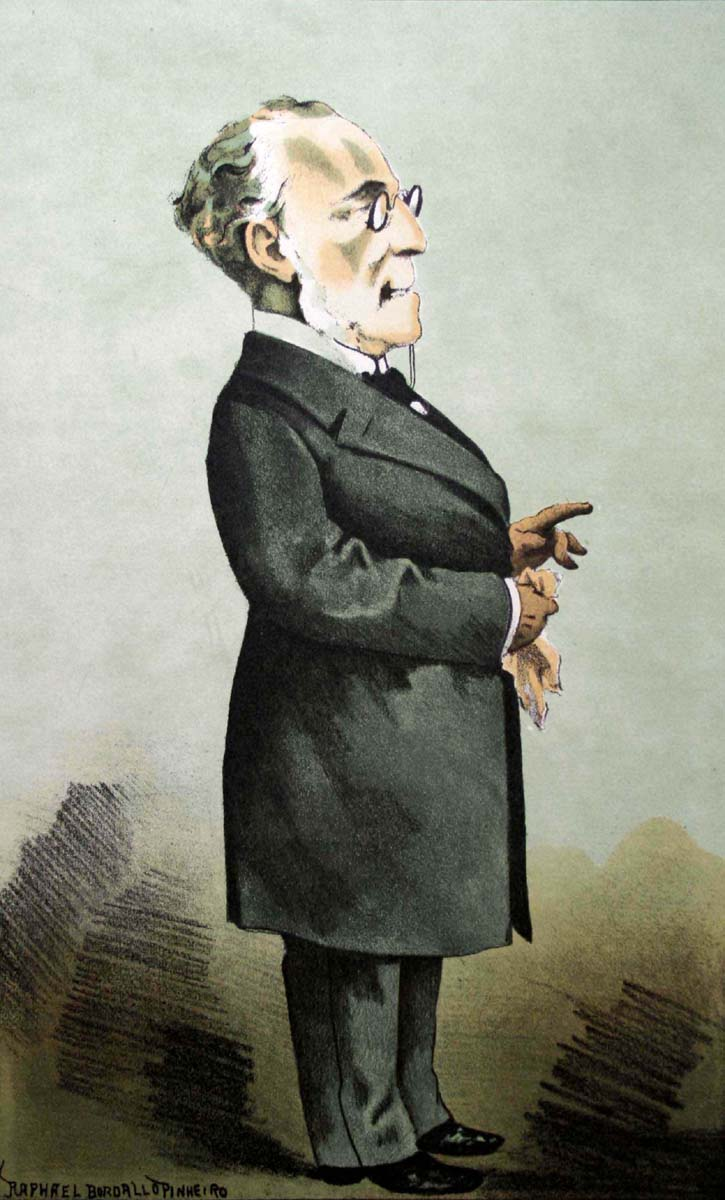
Caricatura de Carlos Zeferino Pinto Coelho, da autoria de Rafael Bordalo Pinheiro no Álbum das Glórias (n.º 15 - Janeiro 1881), com a legenda “Monarchia Legitima e Agua Pura”.

Em 1855, Carlos Zeferino Pinto Coelho fundou a Companhia das Águas de Lisboa, da qual foi presidente da direcção, devendo-se à sua acção a construção do sifão do Alviela. Foi também presidente das assembleias gerais do Banco de Portugal, da Companhia do Crédito Predial.
Começou a sua actividade política, logo desde a sua formatura em Direito, filiado no Partido Legitimista do qual foi sempre um elemento preponderante. Entre outros cargos, foi Deputado da Nação, eleito em 1857 por Viana do Castelo e, nas legislaturas seguintes, por Póvoa do Lanhoso e Braga, até 1866.

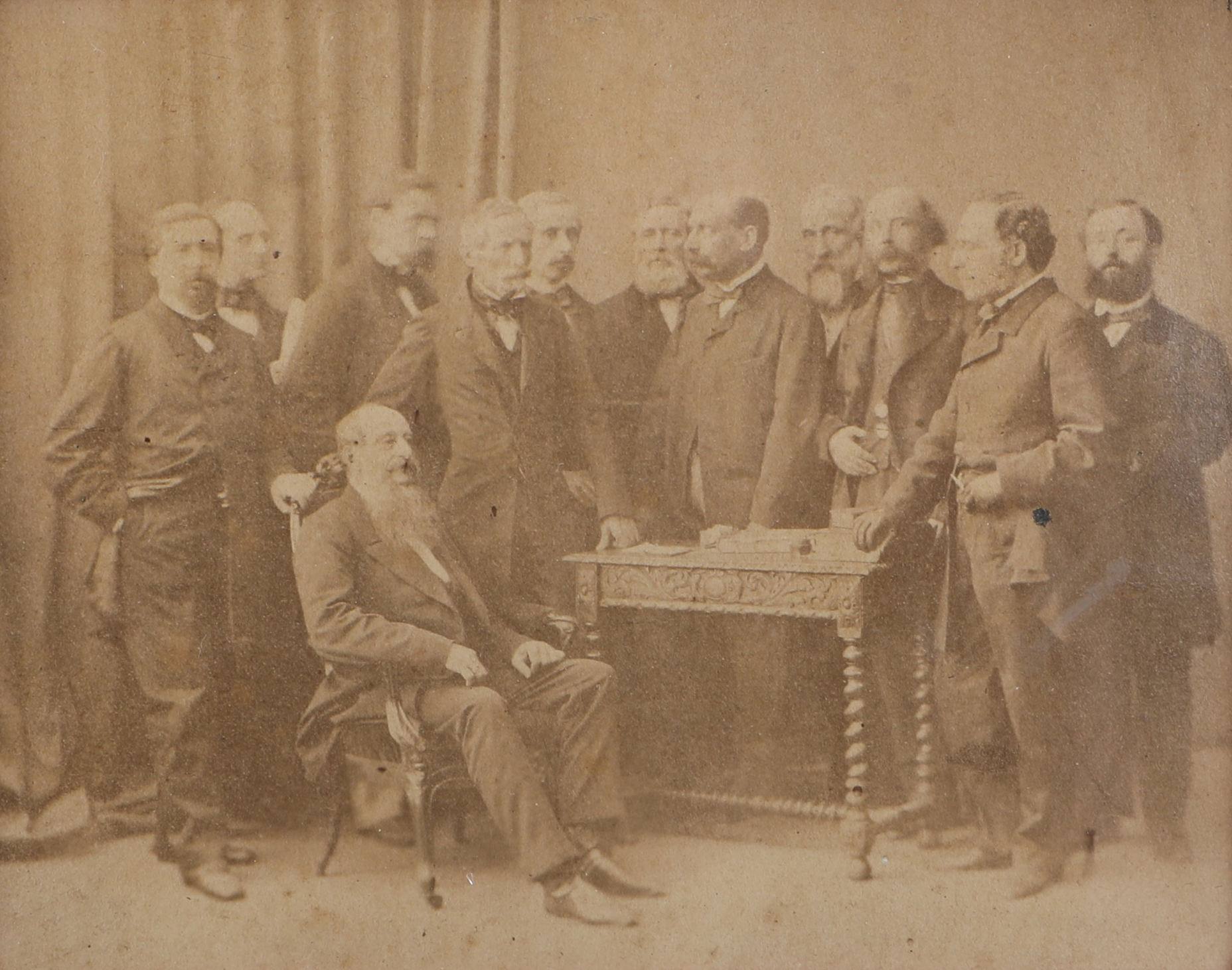
D. Miguel I de Portugal, no exílio, tendo à volta um grupo de legitimistas mostrando o seu apoio. Vêem-se as seguintes individualidades, da esquerda para a direita: João de Lemos Seixas Castelo Branco; Dr. Carlos Zeferino Pinto Coelho; Conde de Avintes (Marquês de Lavradio); Conde de Bobadela; Marquês de Abrantes; José Izidoro Mouzinho; Francisco de Lemos; António Joaquim Ribeiro Gomes de Abreu; António Pereira da Cunha; Conde de São Martinho e António Pinto Saraiva. Londres, c. 1862.

Em 1862, aquando de uma exposição internacional em Londres, integrou a comissão de legitimistas que saudou o Rei D. Miguel I, a quem visitou várias outras vezes no exílio. Depois de exercer vários cargos de dirigente do seu partido (Partido Legitimista), foi eleito presidente da direcção em Janeiro de 1891, cargo que ocupou até à sua morte com 73 anos.
Foi sempre um empenhado defensor dos direitos da Igreja e em Junho de 1882, no II Congresso Católico de Lisboa, quando foi fundada a União Católica Portuguesa e a Associação Católica de Lisboa, com o apoio dos miguelistas, Carlos Zeferino Pinto Coelho ascende à sua direcção. Tomou parte ainda no Congresso Católico em Braga, em 1891.
Carlos Zeferino Pinto Coelho, grande orador, foi um valioso colaborador do diário “A Nação”, órgão da causa legitimista. Colaborou também com a “Gazeta dos Tribunais”, “O Domingo”, e “A Pátria”.
Foi proprietário da Quinta do Egypto, em Oeiras.

## Dados Genealógicos
Filho do Desembargador Francisco Pinto Coelho de Castro Magalhães e Sousa (Celorico de Basto, Britelo, 9 de Março de 1775) e de sua primeira mulher (casados em Mondim de Basto, Mondim de Basto) Maria Teresa Rodrigues de Carvalho, filha de João António da Costa.
Casou primeira vez em Lisboa, Anjos, 26 de Agosto de 1849, com Rosalina Angélica de Sá Viana (Lisboa, Santa Justa, 8 de Janeiro de 1819 - Lisboa, 19 de Dezembro de 1871), filha de Domingos Antunes de Sá Viana e de sua mulher Maria Florência Felicidade Guioni, de origem Italiana.
Deste casamento teve cinco filhos e duas filhas:
- Francisco Pinto Coelho, presidente da Câmara Municipal de Oeiras, casado com Maria Adelaide Borges da Costa
- Domingos Pinto Coelho casado com Ludovina Josefa Vianna da Silva Carvalho
- Rosalina Pinto Coelho e Castro casada com Alfredo Martins de Lima
- Maria Teresa Pinto Coelho
- Fernando Pinto Coelho de Castro casado com D. Margarida Manoel
- Duarte Egas Pinto Coelho casado com Margarida de Portugal de Queirós Henriett Samut

Casou segunda vez, em Lisboa, com Maria do Rosário de Carvalho (Lisboa, 1832 - ?), filha do 1º barão de Chanceleiros, Manuel António de Carvalho, e de sua mulher.

## Curiosidades
A Avenida Defensores de Chaves, em Lisboa, chamava-se Avenida Pinto Coelho, em sua homenagem, tendo depois a República trocado o seu nome por aquele que tem actualmente.